# KBS 특별기획 한국전쟁
《KBS 특별기획 한국전쟁》은 한국전쟁에 관한 이야기를 담고 있는 다큐멘터리이다. 2010년 6월 6일부터 6월 27일까지 총 10부에 걸쳐서 방송한다.
6.25 전쟁 60년을 맞이하여 타임 워너사의 세계 100대 다큐멘터리에 선정된 1990년 《KBS 다큐멘터리 한국전쟁》에 기초, 이후 새롭게 밝혀진 사실과 자료들을 증보하여 10부작으로 제작한 프로그램이다.

## 방송 내용
| 방송 채널 | 횟수   | 방송 주제        | 방송일자        | 방송 시간            | 연출   | 작가   | 내레이션 |
| --------- | ------ | ---------------- | --------------- | -------------------- | ------ | ------ | -------- |
| KBS 1TV   | 제1편  | 분단             | 2010년 6월 6일  | 일요일 20:00 ~ 21:00 | 김형석 | 박새봄 | 배창복   |
| KBS 1TV   | 제2편  | 전쟁의 시그널    | 2010년 6월 13일 | 일요일 20:00 ~ 21:00 | 유희원 | 구은숙 | 배창복   |
| KBS 1TV   | 제3편  | 폭풍             | 2010년 6월 19일 | 토요일 20:00 ~ 21:00 | 유희원 | 이승희 | 배창복   |
| KBS 1TV   | 제4편  | 북진             | 2010년 6월 20일 | 일요일 20:00 ~ 21:00 | 유희원 | 이승희 | 배창복   |
| KBS 1TV   | 제5편  | 후퇴             | 2010년 6월 22일 | 화요일 22:00 ~ 23:00 | 유희원 | 이승희 | 배창복   |
| KBS 1TV   | 제6편  | 또 다른 전쟁     | 2010년 6월 23일 | 수요일 22:00 ~ 23:00 | 김형석 | 김혜진 | 배창복   |
| KBS 1TV   | 제7편  | 전쟁의 그늘      | 2010년 6월 24일 | 목요일 22:00 ~ 23:00 | 김형석 | 김혜진 | 배창복   |
| KBS 1TV   | 제8편  | 정전             | 2010년 6월 25일 | 금요일 22:00 ~ 23:00 | 김형석 | 김혜진 | 배창복   |
| KBS 1TV   | 제9편  | 끝나지 않은 전쟁 | 2010년 6월 26일 | 토요일 20:00 ~ 21:00 | 김형석 | 정윤정 | 배창복   |
| KBS 1TV   | 제10편 | 에필로그-반성    | 2010년 6월 27일 | 일요일 20:00 ~ 21:00 | 김형석 | 정윤정 | 배창복   |